# Simeon Bulgaru
Simeon Bulgaru (n. Chisináu, República Socialista Soviética de Moldavia, 26 de mayo de 1985) es un futbolista moldavo. Juega de defensa y actualmente milita en el FC Volga Nizhny Novgorod de la Liga Premier de Rusia.

## Clubes
| Club                     | País      | Año           |
| ------------------------ | --------- | ------------- |
| FC Zimbru Chișinău       | Moldavia  | 2000 - 2006   |
| FC Sheriff Tiraspol      | Moldavia  | 2007 - 2008   |
| Viborg FF                | Dinamarca | 2008-2010     |
| FC Alania Vladikavkaz    | Rusia     | 2010-2012     |
| FC Volga Nizhny Novgorod | Rusia     | 2013-presente |

## Selección nacional
Ha sido internacional con la Selección de fútbol de Moldavia; donde hasta ahora, ha jugado 4 partidos internacionales y ha anotado un solo gol por dicho seleccionado.